# Luchthaven Vágar

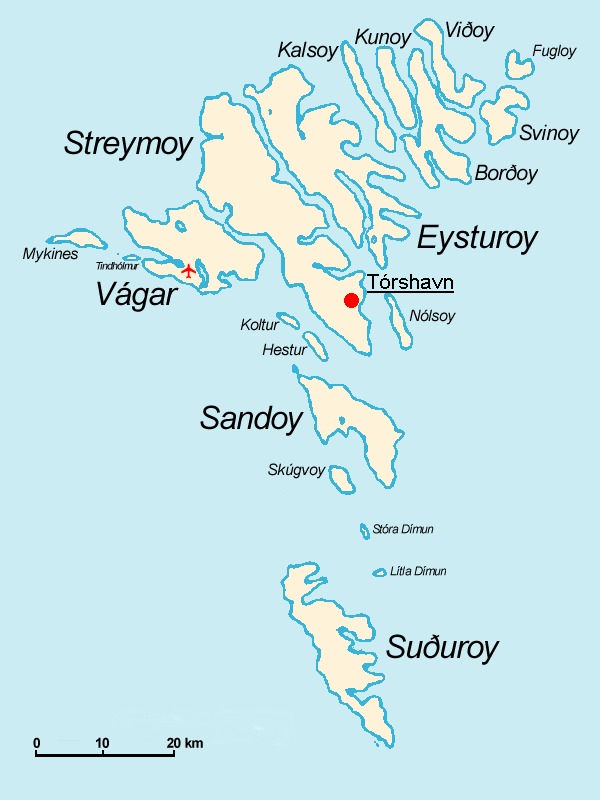
De locatie van de Luchthaven Vágar op de Faeröer

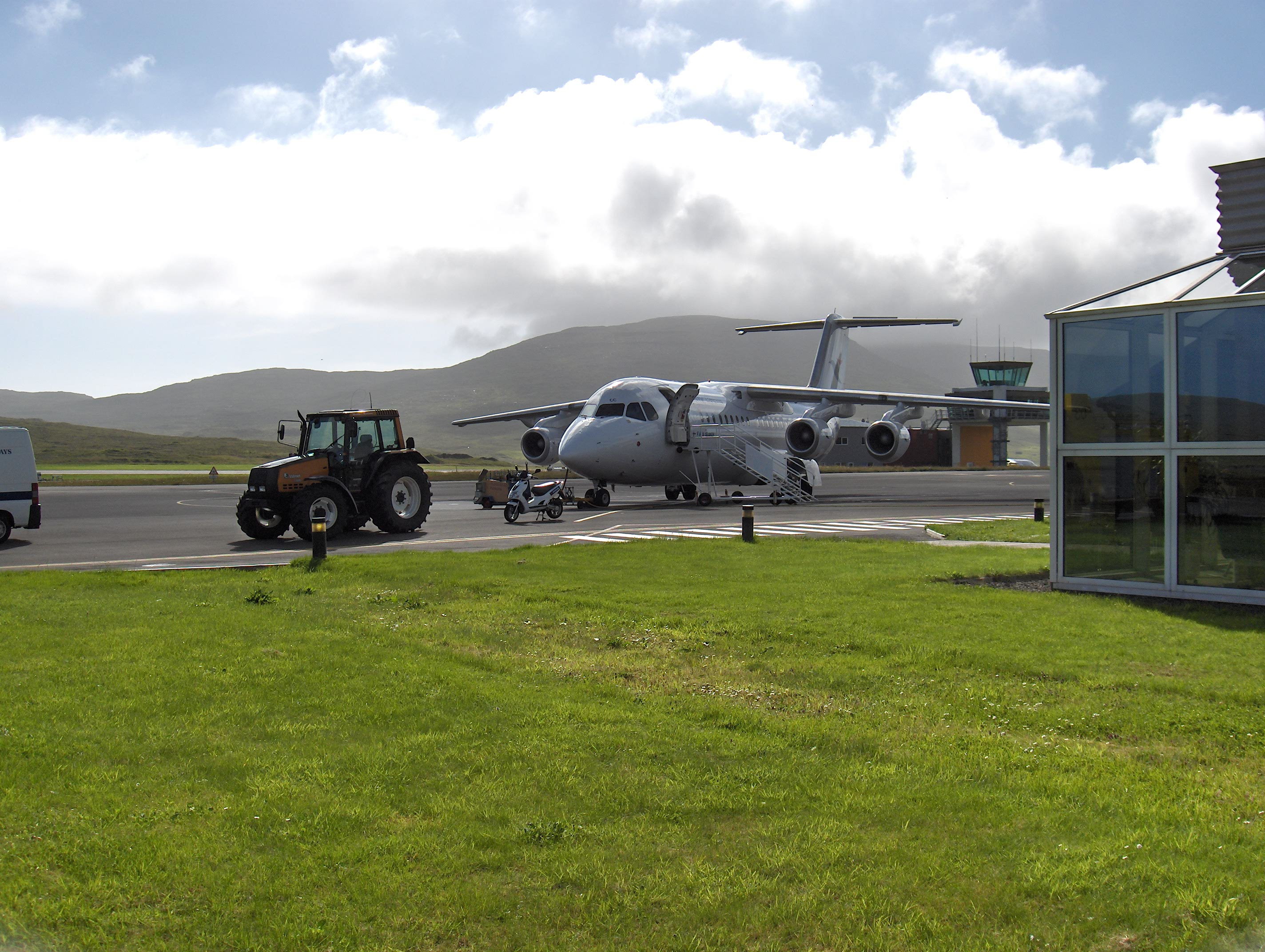
Een Avro RJ van Atlantic Airways op de luchthaven (2006)

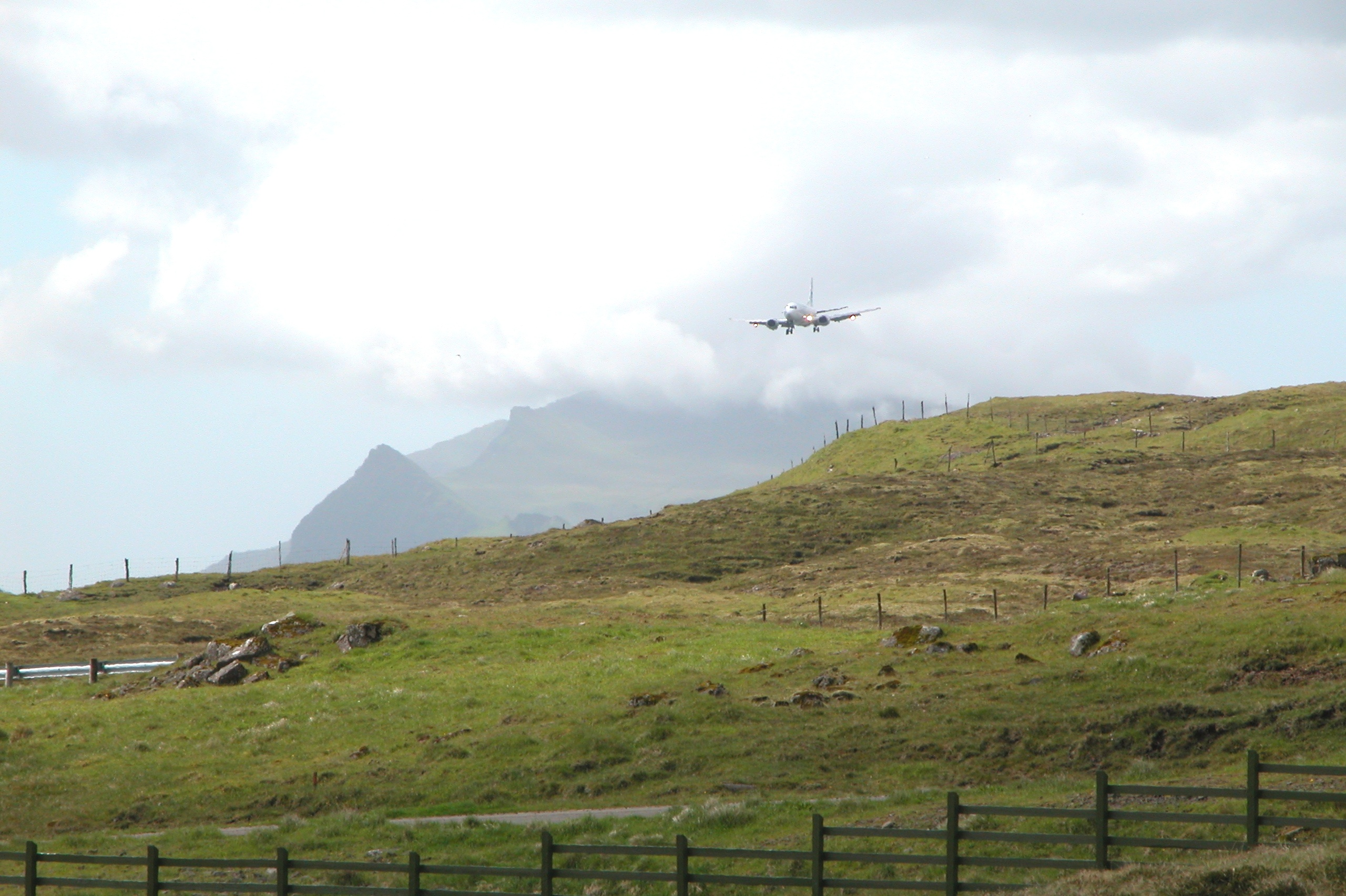
Landend vliegtuig (2004)

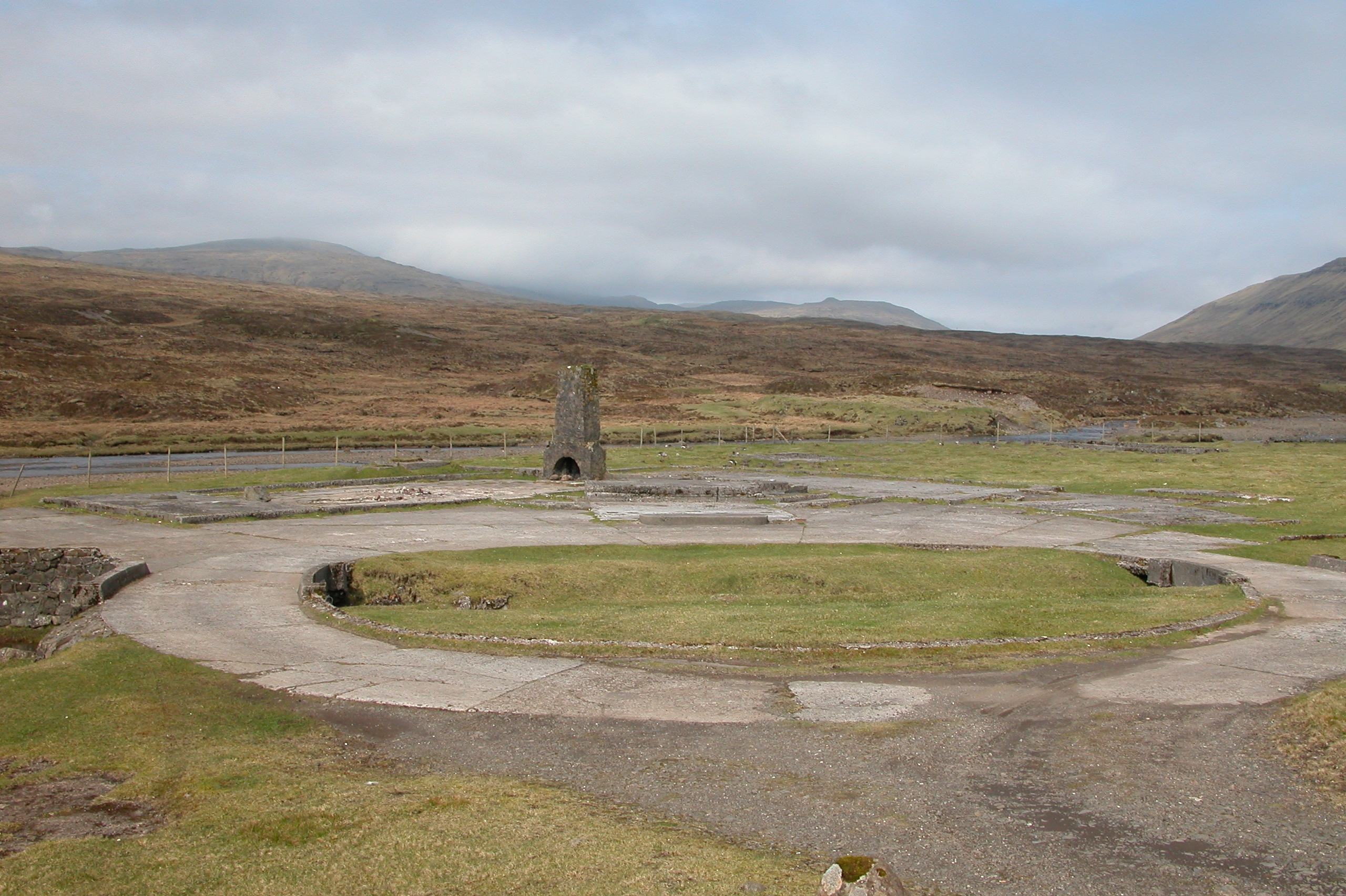
Overblijfselen van Britse barakken uit de Tweede Wereldoorlog (2004)

De Luchthaven Vágar (Faeröers: Vága Floghavn; Deens: Vágar Lufthavn) is een vliegveld nabij Sørvágur op het Faeröerse eiland Vágar. Het is de enige luchthaven van deze eilandengroep, een autonoom gebied binnen het Koninkrijk Denemarken. Het vliegveld is de thuishaven van Atlantic Airways, de Faeröerse nationale vliegmaatschappij.

## Geschiedenis
De Luchthaven Vágar werd in de jaren 1942 en 1943 als militaire vliegbasis aangelegd door het Britse Leger, dat de Faeröer in 1940 vanwege de Tweede Wereldoorlog bezet had. De locatie werd gekozen omdat ze vlak was, over een gunstige aanvliegroute beschikte en vanaf zee amper was te zien. Het eerste vliegtuig landde in de herfst van 1942. Oorspronkelijk waren twee kruisende landingsbanen gepland, maar dit idee werd verlaten nadat in 1943 de strategische situatie in het noorden van de Atlantische Oceaan was gewijzigd.
Na de oorlog raakte het vliegveld buiten gebruik, maar in 1963 werd het als civiele luchthaven heropend op initiatief van twee bewoners van Sørvágur, Hugo Fjørðoy en Lars Larsen. De twee werkten samen met de IJslandse vliegmaatschappij Icelandair, die er met een DC-3 lijnvluchten begon op de routes Reykjavík-Vágar-Bergen-Kopenhagen en Vágar-Glasgow. Enkele jaren later werd de concessie overgenomen door de Deense maatschappij Mærsk Air. Vanaf 1988 moest deze concurreren met de een jaar eerder opgerichte Faeröerse vliegmaatschappij Atlantic Airways, wat tot een daling van de tarieven leidde. Mærsk Air beëindigde echter in 2004 zijn vluchten op de Faeröer, omdat die niet meer in de toekomstplannen van het bedrijf zouden passen. In 2006 begon de nieuwe privé-maatschappij FaroeJet met één vliegtuig een dagelijkse lijnvlucht vanaf de Luchthaven Vágar naar Kopenhagen. Faroejet ging echter nog voor het einde van het jaar failliet.
De Luchthaven Vágar wordt beheerd door het Statens Luftfartsvæsen, de Deense luchtvaartautoriteit, al werd de eigendom van het vliegveld in 2007 overgedragen aan de Faeröerse overheid. In 2008 werden op de luchthaven 221.942 passagiers en 439,7 ton vracht afgehandeld en landden en vertrokken er 5398 vliegtuigen.

## Internationale bestemmingen
De volgende internationale bestemmingen zijn vanaf de Luchthaven Vágar te bereiken.
| Maatschappij          | Land                | Bestemming                                 |
| --------------------- | ------------------- | ------------------------------------------ |
| Atlantic Airways      | Denemarken          | Aalborg, Billund, Kopenhagen               |
| Atlantic Airways      | Frankrijk           | Parijs                                     |
| Atlantic Airways      | IJsland             | Reykjavík-Keflavík                         |
| Atlantic Airways      | Noorwegen           | Oslo                                       |
| Atlantic Airways      | Spanje              | Barcelona, Gran Canaria, Palma de Mallorca |
| Atlantic Airways      | Verenigd Koninkrijk | Edinburgh                                  |
| Atlantic Airways      | Verenigde Staten    | Newburgh                                   |
| Icelandair            | IJsland             | Reykjavík-Keflavík                         |
| Scandinavian Airlines | Denemarken          | Kopenhagen                                 |
| Widerøe               | Noorwegen           | Bergen                                     |

## Lokaal vervoer

#### Helikopter
Atlantic Airways onderhoudt vanaf het vliegveld van Vágar per helikopter een verbinding met de op Streymoy gelegen hoofdstad Tórshavn. Ook wordt gevlogen op de eilanden Dímun, Froðba, Hattarvík, Kirkja, Klaksvík, Koltur, Mykines, Skúvoy en Svínoy.

#### Bus
In 2002 werd tussen de eilanden Vágar en Streymoy een tolweg aangelegd, waarvan de 4,9 km lange Vágartunnel deel uitmaakt. Sindsdien is via deze route de Luchthaven Vágar met een busdienst rechtstreeks over de weg verbonden met Tórshavn. De bus rijdt tienmaal per dag in beide richtingen en de reis duurt iets minder dan een uur. Ook andere plaatsen op de eilandengroep kunnen vanaf het vliegveld van Vágar per bus worden bereikt.

## Bijzondere omstandigheden
De landingsbaan van Luchthaven Vágar was lange tijd slechts 1250 meter lang, waardoor deze alleen kon worden gebruikt door STOL-vliegtuigen, die voor landen en opstijgen een kortere baan nodig hebben dan toestellen van een vergelijkbaar gewicht. Om het remvermogen van landende vliegtuigen te vergroten werd de baan voorzien van dwarsgroeven. Ook bevonden zich naast de uiteinden ervan stukken terrein bedekt met steengruis, waarnaar vliegtuigen konden uitwijken die aan het einde van de baan toch nog enige snelheid hadden (emergency run-off areas). In 2011 is de baan verlengd tot 1799 meter, zodat ook grotere vliegtuigen ervan gebruik kunnen maken. Op 17 juni 2014 is een nieuwe terminal in gebruik genomen.

## Incidenten en ongevallen
Op en rond de Luchthaven Vágar hadden de volgende incidenten en ongevallen plaats.
- Op 26 september 1970 vloog een Fokker F-27 Friendship 300 van Icelandair nabij het vliegveld van Vágar tegen een heuvel, waarbij acht van de 34 inzittenden het leven verloren.
- Op 25 januari 1975 gleed een Fokker F-27 Friendship 600 van Mærsk Air tijdens de landing van de baan, die op dat moment bedekt was met ijs en water. Het vliegtuig kwam tot stilstand tegen een helling. Geen van de 26 inzittenden raakte gewond.
- Op 3 augustus 1996 verongelukte een Gulfstream Aerospace G-1159 Gu van de Deense Luchtmacht nabij de Luchthaven Vágar, toen het bij slecht weer tijdens de landing tegen een nabijgelegen heuvel vloog. Daarbij kwamen de vier bemanningsleden en vijf passagiers om het leven. Onder hen waren de Deense militaire bevelhebber (Forsvarschefen) admiraal Hans Jørgen Garde en zijn vrouw.[6]

## Klimaat
| Luchthaven Vágar, 1968-1997 | Jan | Feb | Mrt | Apr | Mei | Jun  | Jul  | Aug  | Sep  | Oct | Nov | Dec | Jaar |
| --------------------------- | --- | --- | --- | --- | --- | ---- | ---- | ---- | ---- | --- | --- | --- | ---- |
| Dagtemperatuur (°C)         | 4,8 | 4,8 | 5,2 | 6,4 | 8,8 | 10,8 | 12,1 | 12,3 | 10,4 | 8,6 | 6,1 | 5,3 | 8,0  |
| Gemiddelde temperatuur (°C) | 2,7 | 2,7 | 3,1 | 4,3 | 6,6 | 8,7  | 10,2 | 10,4 | 8,6  | 6,8 | 4,2 | 3,3 | 6,0  |
| Nachttemperatuur (°C)       | 0,5 | 0,6 | 0,9 | 2,1 | 4,4 | 6,6  | 8,3  | 8,5  | 6,7  | 4,8 | 2,1 | 1,1 | 3,9  |
| Neerslag (mm)               | 163 | 122 | 141 | 120 | 83  | 81   | 115  | 133  | 151  | 164 | 140 | 142 | 1555 |
| Dagen met neerslag          | 23  | 19  | 21  | 18  | 13  | 11   | 15   | 18   | 19   | 20  | 18  | 20  | 215  |